# Région continentale

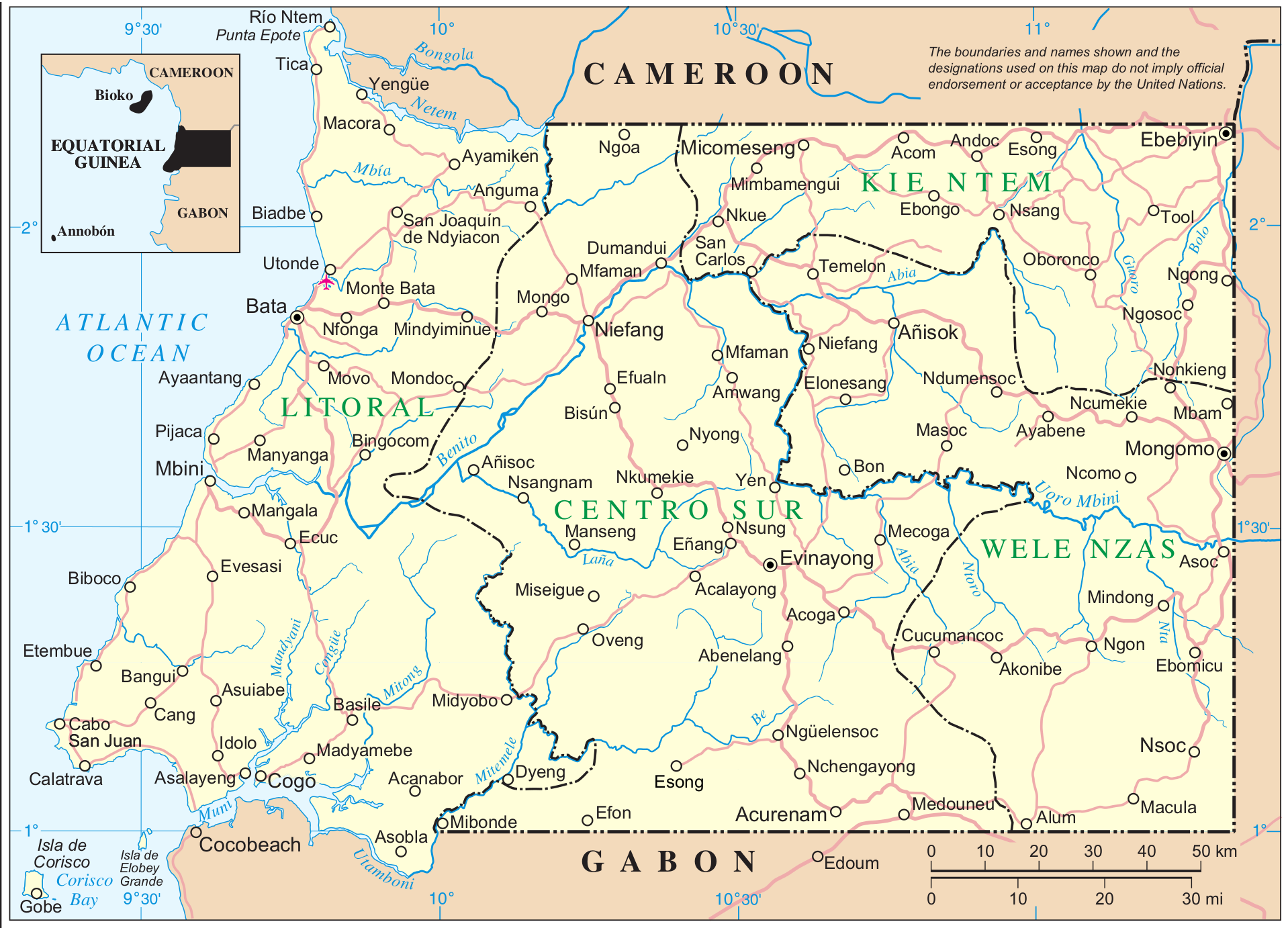
La région continentale de Guinée équatoriale, entre le golfe de Guinée à l'ouest, le Cameroun au nord, le Gabon à l'est et au sud

La région continentale, aussi appelée Mbini ou Río Muni, est l'une des deux régions constituant la Guinée équatoriale directement sur le continent africain stricto sensu, avec pour capitale la ville de Bata.

## Géographie
D'une superficie de 26 017 km² représentant plus des 9/10e du territoire équatoguinéen, elle se compose de quatre provinces : d'ouest en est et du nord au sud, le Litoral, le Centro-Sur, le Kié-Ntem et le Wele-Nzas. 
Avant 1968 la forêt équatoriale recouvrait plus de 90 % de la superficie de la région et la population se concentrait sur la côte. Avec l'importante déforestation de nos jours, la superficie de la forêt équatoriale a bien diminué et l'intérieur de la région a connu l'installation d'une population nombreuse avec les créations de bourgs et de petites villes, malgré de fortes érosions des sols.   
Elle est frontalière du Cameroun au nord et du Gabon au sud.
|                 | Région du Sud                             |            |
| Golfe de Guinée | région continentale en Guinée équatoriale | Woleu-Ntem |
|                 | Estuaire                                  |            |

## Histoire
La souveraineté de Río Muni est transférée du Portugal à l'Espagne en 1778 par un traité d'El Pardo. Río Muni devient par la suite une province de Guinée espagnole avec notamment l'île de Bioko en 1959.
Les principales langues y parlées de nos jours sont la langue fang et l'espagnol, ainsi que l'anglais avec les migrants nigérians et sierra-léonais en particulier.